# Scramjet
Scramjet (supersonic combustion ramjet - "ramjet de combustão supersônica") é um motor a jato derivado conceitualmente do ramjet. Ao contrário dos motores convencionais de turbina (turbojato e turbofan), e em analogia com o ramjet, o scramjet não utiliza peças rotativas para comprimir o ar, e sim a energia cinética do fluxo de ar que entra e a geometria particular da entrada de ar.
Ao contrário do ramjet, o fluxo de ar no interior do motor, mesmo desacelerado, permanece sempre em velocidades supersônicas, permitindo que o scramjet opere eficientemente em velocidades extremamente altas, com um limite teórico ainda não estabelecido, mas ainda superior a Mach 6.
A estrutura do motor é extremamente simples e consiste em três partes principais: um duto convergente onde o fluxo supersônico de entrada é comprimido e desacelerado; uma câmara de combustão na qual o combustível na forma gasosa reage com o oxigênio atmosférico para produzir calor; um bocal convergente-divergente (tubeira de escape divergente) onde o fluxo, que em todas as fases manteve as condições de velocidade supersônica, é ainda mais acelerado, produzindo empuxo.
Por outro lado, para que esse tipo de motor funcione e gere empuxo, é necessária uma velocidade de partida muito alta em voo, portanto, deve ser colocado em regime supersônico por algum outro tipo de motor (foguete, turbofan). A aeronave experimental Boeing X-51 Waverider, por exemplo, foi levada a mais de 16.000 metros por um Boeing B-52, depois liberada e acelerada a Mach 4,5 por um foguete Pegasus, esta velocidade permitiu atingir as condições fluidodinâmicas adequadas para após a operação do motor scramjet, ele se desprendeu do foguete e, com a ignição do motor scramjet, atingiu Mach 5 a 23.300 m de altitude, com duração de voo de aproximadamente 200 segundos.

## Histórico

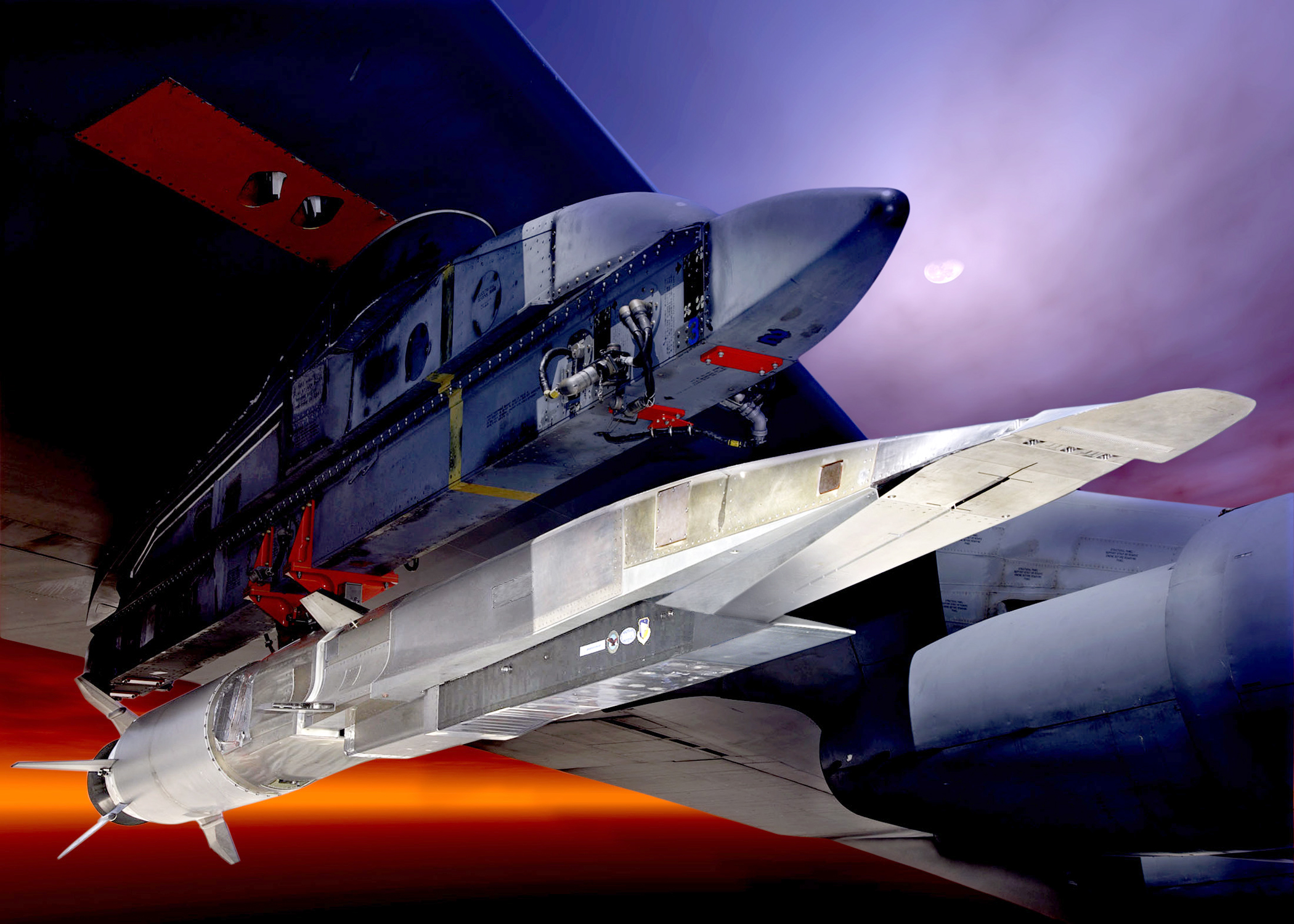
Protótipo X-51 acoplado sob a asa de um B-52.

Em 1996 a NASA deu início ao projeto Hyper-X, que tinha como um dos objetivos viabilizar o desenvolvimento de aeronaves com motores scramjet. Em 2001 e 2002, foi testado o Scramjet NASA X-43 A, um protótipo de espaçonave não tripulada. Este protótipo teve o primeiro voo no primeiro semestre de 2004 atingindo velocidade de M=6.8 e em um segundo voo no final de 2004, já com outro protótipo, chegou a atingir M=9.6. A partir de 2010, foram feitos mais testes com esta tecnologia no desenvolvimento de um novo protótipo de pesquisa, o X-51 que chegou a atingir somente M=5.0. Neste projeto, com a aplicação nas aeronaves, os motores scramjet não conseguiram atingir a velocidade de projeto de M=15. Entretanto, o projeto Hyper-X, do qual estes protótipos faziam parte, não teve continuidade.

## Aplicações
- Aeronaves hipersônicas
- Mísseis hipersônicos (em pesquisa)
- Setor militar
- Lançamentos espaciais

## O Motor

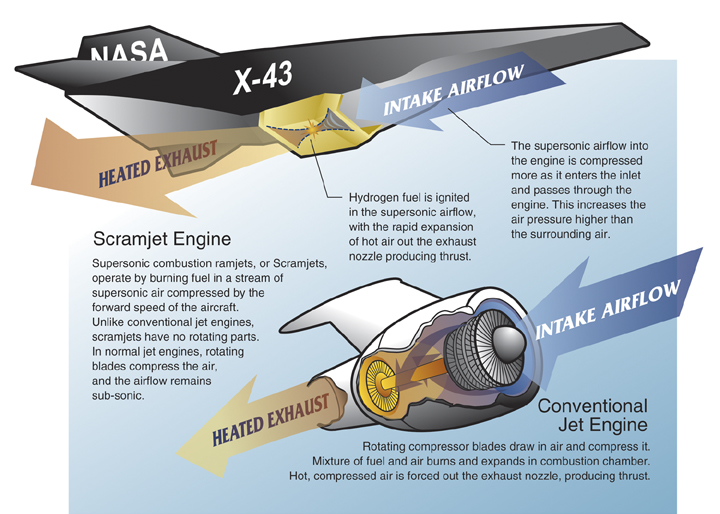
Funcionamento do Scramjet.

Motores scramjet foram projetados para operar na seguinte faixa de Mach (M): 3.0 < M < 15. Isso significa que os motores conseguem trabalhar em até 51040,35 m/s, isto é 15 vezes mais rápido do que a velocidade do som, como o valor de 340,29 m/s.
Como estes motores operam com velocidades superiores a M=3, todos os protótipos e as aeronaves equipados com o motor scramjet são dependentes de uma segunda aeronave que possa levá-los a uma altitude mínima  para que o scramjet começe a entrar em operação.
Os scramjets são tipos de motores com propulsão interna que podem funcionar com vários tipos de combustíveis químicos. Eles também são conhecidos como os propulsores que gerenciam e alternam a ligação do propelente, este por entre ligados a massa de combustível e ligados a massa equivalente a quanto o empuxo produzido pelo aparelho-combustível utilizado nas partes de um Foguete, neles existem propulsão, empuxo, impulso específico, massa, massa inicial, massa final, volume utilizado, impulso alternado, bocal de laval, tubeira e cone (o tamanho do foguete define sua altitude e interação da massa química utilizada entre as partes do propulsor-foguete.

### Carácterísticas

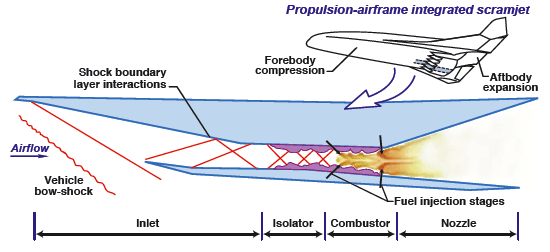
Vista em corte do motor scramjet no X-43.

A tubeira tem um papel principal na queima de combustível. De acordo com o cálculo produzido e gerenciado pelo Alternador de combustível químico, pode-se dizer que a parte química do alternador, faz-se questão tanto do empuxo especifico variável inicial quanto o do empuxo especifico médio e impulso específico final, tal como IEV - impulso específico variável.
A queima total pode não ocorrer devido a ausência de calor dentro da tubeira, isso poderá ser feito se o construtor encaixar com precisão toda a parte química do combustível e na presença da mistura tal como o  álcool como 'papa', transformando-se em uma substância pegajosa e mole, esse é o começo do aprendizado à propulsão da célula-combustível referente ao IEV e IEI, tendo como final a modelagem do foguete com papel a 20 ou tubo de aço 10-20, utilizado em altas temperaturas acima de 2.700 graus Celsius.
Este tipo de motor não possui complexidade de fabricação pelo seu design simplificado, além disso, nele não está integrado componentes móveis, o que facilita a sua montagem.

##### Funcionamento

Interface ar/motor

Apesar de um design simplificado, este motor requer avançado estudo devido à formação de ondas de choque que ocorrem em  velocidades supesônicas. Para o projeto do X-43, a geometria foi desenvolvida de maneira que a onda de choque formada na extremidade da aeronave entrasse no motor permitindo o seu funcionamento. De forma simples pode-se dividir este motor em três áreas: Difusor, Combustor e nozzle (bocal de saída). Nos cones de entrada de motores scramjet é necessário um escoamento supersônoco de no mínimo Mach = 3.0 para que o escoamento possa ser ainda mais comprimido no interior do motor. Em seguida, o combustível de hidrogênio (gasoso) é injetado e sem centelhamento, somente com o aumento de temperatura e pressão a ignição do motor acontece. Assim, todo o ar injetado é expelido pelo nozzle (bocal de saída) que possui geometria projetada para não gerar perda de eficiência do motor.

##### Performance

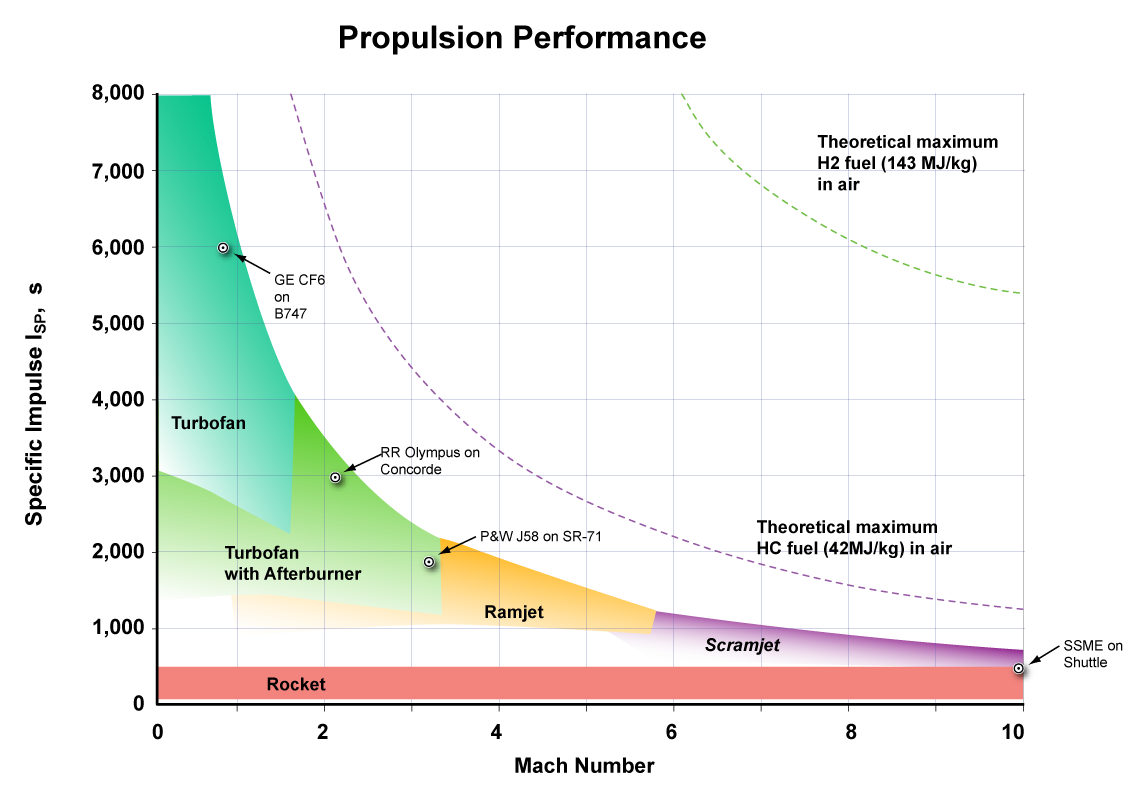
Comparativo de performance dos motores.

Para fins de comparação, os motores scramjets equiparados a um motor de foguete apresentam um menor coeficiente de eficiência para uma mesma velocidade. Um motor scramjet estando a Mach = 3.0 apresenta uma eficiência de η = 0,4, enquanto um motor foguete gera aproximadamente η = 0,46.